# Alucita objurgatella
Espèce
Alucita objurgatella est une espèce de lépidoptères de la famille des Alucitidae.

## Répartition
On trouve cette espèce dans les îles hawaïennes de Kauai, Oahu, Maui et Hawaï. Elle est considérée comme une espèce introduite, mais elle pourrait aussi être indigène.

## Écologie
La chenille se nourrit des fruits, fleurs et graines de Psydrax odorata.
Elle a pour parasite Euderus metallicus.